# Hayden Hawks
Pour les articles homonymes, voir Hawks.
Hayden Hawks est un athlète américain né le 22 février 1991 à Ivins, dans l'Utah. Spécialiste de l'ultra-trail, il a notamment remporté la Speedgoat 50K en 2016 et la CCC en 2017.

## Résultats
| no  | masculin           | Course                                                      | Longueur | Départ             | Temps            |
| --- | ------------------ | ----------------------------------------------------------- | -------- | ------------------ | ---------------- |
| 2e  | Médaille d'argent  | California Trail 50 Mile                                    | 50 mi    | 3 décembre 2016    | 5 h 58 min 07 s  |
| 1er | Médaille d'or      | Speedgoat 50K                                               | 50 km    | 9 juillet 2016     | 5 h 25 min 04 s  |
| 1er | Médaille d'or      | CCC                                                         | 100 km   | 1er septembre 2017 | 10 h 24 min 30 s |
| 3e  | Médaille de bronze | California Trail 50 Mile                                    | 50 mi    | 18 novembre 2017   | 6 h 20 min 39 s  |
| 1re | Médaille d'or      | Penyagolosa Trails MIM                                      | 60 km    | 12 mai 2018        | 5 h 25 min 3 s   |
| 1er | Médaille d'or      | Lavaredo Ultra Trail                                        | 120 km   | 22 juin 2018       | 12 h 16 min 20 s |
| 1re | Médaille d'or      | Broken Arrow Skyrace 52K                                    | 52 km    | 21 juin 2019       | 4 h 25 min 50 s  |
| 6e  | 6e                 | Championnats du monde de course en montagne longue distance | 41,5 km  | 16 novembre 2019   | 3 h 26 min 5 s   |
| 1re | Médaille d'or      | JFK 50 Mile                                                 | 50 mi    | 21 novembre 2020   | 5 h 18 min 42 s  |
| 2e  | Médaille d'argent  | Western States 100                                          | 100 mi   | 25 juin 2022       | 15 h 47 min 27 s |
| 1re | Médaille d'or      | Ultra-Trail Kosciuszko - Kosci 100                          | 100 km   | 16 décembre 2022   | 7 h 48 min 55 s  |
| 2e  | Médaille d'argent  | Tarawera Ultramarathon 102                                  | 102,3 km | 11 février 2023    | 7 h 42 min 13 s  |
| 1re | Médaille d'or      | The Canyons Endurance Runs 50K                              | 50 km    | 29 avril 2023      | 3 h 32 min 11 s  |
| 1re | Médaille d'or      | Black Canyon Ultras                                         | 100 km   | 10 février 2024    | 7 h 30 min 18 s  |
| 3e  | Médaille de bronze | Western States 100-Mile Endurance Run                       | 100 mi   | 29 juin 2024       | 14 h 24 min 31 s |
| 1re | Médaille d'or      | KAT100 - Marathon Trail                                     | 51 km    | 3 août 2024        | 5 h 0 min 36 s   |
| 1re | Médaille d'or      | CCC                                                         | 101 km   | 30 août 2024       | 10 h 20 min 11 s |
| 2e  | Médaille d'argent  | Julian Alps Trail Run - Jat Sky Trail                       | 50 km    | 21 septembre 2024  | 4 h 52 min 51 s  |
| 1re | Médaille d'or      | Tarawera Ultramarathon T50                                  | 52 km    | 15 février 2025    | 3 h 18 min 46 s  |